# Mikhaïl Guerassimov (poète)
Pour les articles homonymes, voir Mikhaïl Guerassimov.
Mikhaïl Prokofievitch Guerassimov (en russe : Михаил Прокофьевич Герасимов), né le 30 septembre 1889 à Bougourouslan et mort le 26 juin 1937 à Moscou, est un poète soviétique. Il avait participé au Proletkoult.

## Biographie
Fils d'un ouvrier des chemins de fer, Mikhaïl Guerassimov naît, selon son propre témoignage, dans la maison du garde barrière sur le tronçon Samara-Zlatooust, près de la ville de Bougourouslan. Il étudie à l'école technique ferroviaire de Samara. Membre du POSDR depuis 1905, il sera arrêté et emprisonné pour des activités révolutionnaires. En 1907, il s'échappe, quitte la Russie et passe neuf ans en exil en Belgique et en France. A Paris, il fréquente un cercle littéraire prolétarien et fait connaissance entre autres d'Alexeï Gastev et Anatoli Lounatcharski. En 1914, il rejoint l'armée française, mais en 1915 pour la propagande antimilitariste se voit expulsé vers la Russie.
Ses vers sont d'abord publiés par la Pravda, puis, paraissent dans d'autres périodiques bolcheviques. En 1917, sort son premier recueil de poésie qui sera suivi de plusieurs autres.
Vice-président de l'Association pan-russe des écrivains prolétariens, il occupe également à partir de 1918, le poste de président du Conseil des Délégués des Soldats de Samara et celui du chef de Proletkoult local. En 1920, en collaboration avec Vassili Kazine, Vassili Aleksandrovski (ru), Sergueï Obradovitch (ru) et d'autres, il fonde le groupe littéraire Kouznitsa (qui signifie littéralement « La Forge » en français). Fortement déçu par l'introduction de la NEP, Gerassimov quitte le parti en 1921.
En mai 1937, dans le contexte de répressions massives orchestrées par Staline, Mikhaïl Guerassimov est arrêté et exécuté un mois plus tard. Son corps est enterré au cimetière Donskoï, dans la fosse commune.

## Sources
- RGALI (Russian State Archive of Literature and Art, Moscow), f. 1374, op. 7, d. 13, l. 1-22
- Kratkaia Literaturnaia Entsiklopediia, 2:129-30
- V. L’vov-Rogachevskii, Noveishaia russkaia literatura, 350-66
- Literaturnaia Entsiklopediia, 2:468-71
- Russkie pisateli, 1800-1917, 1:540-41
- Russkie pisateli: Poety, 5:388-419
- Mark D. Steinberg, Proletarian Imagination: Self Modernity and the Sacred in Russia, 1910-1925 (Cornell University Press, 2002)